# Arvi (quận Wardha)
Arvi là một thành phố và là nơi đặt hội đồng đô thị (municipal council) của quận Wardha thuộc bang Maharashtra, Ấn Độ.

## Địa lý
Arvi có vị trí 18°22′B 73°49′Đ / 18,37°B 73,82°Đ Nó có độ cao trung bình là 828 mét (2716 feet).

## Nhân khẩu
Theo điều tra dân số năm 2001 của Ấn Độ, Arvi có dân số 40.568 người. Phái nam chiếm 52% tổng số dân và phái nữ chiếm 48%. Arvi có tỷ lệ 78% biết đọc biết viết, cao hơn tỷ lệ trung bình toàn quốc là 59,5%: tỷ lệ cho phái nam là 82%, và tỷ lệ cho phái nữ là 73%. Tại Arvi, 12% dân số nhỏ hơn 6 tuổi.